# سانت‌آلسیو کون ویالونه
سانت‌آلسیو کون ویالونه (به ایتالیایی: Sant'Alessio con Vialone) یک کومونه در ایتالیا است که در استان پاویا واقع شده‌است. سانت‌آلسیو کون ویالونه ۶٫۶ کیلومتر مربع مساحت و ۵۲۱ نفر جمعیت دارد.